# Stephanie Leonidas
Stephanie Leonidas (Westminster, Londres, Inglaterra, 14 de febrero de 1984) es una actriz británica. Es conocida por sus papeles en la película de fantasía oscura MirrorMask (2005), en la serie de Syfy Defiance (2013-2015) y en la serie policial de Crackle Snatch (2017-2018).

## Biografía
Leonidas nació en Westminster, Londres, Inglaterra, hija de padre grecochipriota y madre británica. Ella también tiene ascendencia galesa por vía materna. Su hermano menor Dimitri y su hermana menor Georgina también son actores. Además, también tiene otra hermana menor, Helena, la cual es profesora.

## Carrera
Leonidas comenzó a actuar en teatro comunitario cuando tenía ocho años. A los nueve años, consiguió un agente y comenzó a trabajar en televisión.
Entre sus créditos notables se incluyen el drama televisivo Daddy's Girl, la telenovela Night and Day, y un episodio de 2004 de Doc Martin (titulado 'Of All the Harbours in All the Towns'), en el que interpreta a Melanie, una chica local de Portwenn de 15 años que desarrolla un interés poco saludable en el cirujano. En 2005, protagonizó la película MirrorMask de Neil Gaiman y Dave McKean, en los papeles duales de Helena Campbell y La Princesa Oscura (Anti-Helena). A esto le siguieron papeles en una adaptación de la BBC de Drácula, así como en la película Crusade in Jeans. Entre sus papeles teatrales se incluyen Adela en una producción de The House of Bernarda Alba de Lorca en el Teatro Belgrade de Coventry, y Dani en The Sugar Syndrome, representada en el Royal Court Theatre en Upstairs, Londres, en 2003. En esta última producción, la crítica Lizzie Loveridge dijo que dio una actuación "muy por encima de su edad".
Leonidas también protagonizó el docudrama de la BBC Atlantis, que se emitió en BBC One y BBC One HD el 8 de mayo de 2011. En 2011, también participó en una obra para el Festival Transatlantyk llamada Influence, escrita por Shem Bitterman. Posteriormente, Leonidas se asoció con Dave McKean para trabajar en la película Luna, estrenada en 2014. También interpretó a Irisa Nolan en la serie de televisión de ciencia ficción Defiance, que duró tres temporadas. En 2016, Leonidas interpretó a Sophie Hawthorne en la serie de misterio de CBS American Gothic. Interpretó a Chloe Koen en la primera temporada de la serie criminal Snatch, del canal Crackle, y apareció en la película Tomorrow de 2018.

## Vida personal
Leonidas se casó con su compañero actor Robert Boulter en la víspera de Año Nuevo de 2016. Tienen un hijo, nacido en 2021.

## Filmografía

### Películas
| Año  | Título                    | Papel                                            | Notas         |
| ---- | ------------------------- | ------------------------------------------------ | ------------- |
| 2002 | Fogbound                  | Annette a los 16 años                            | Sin acreditar |
| 2004 | Yes                       | Grace                                            |               |
| 2005 | MirrorMask                | Helena Campbell/La Princesa Oscura (Anti-Helena) |               |
| 2005 | The Feast of the Goat     | Uranita                                          |               |
| 2006 | Crusade in Jeans          | Jenne                                            |               |
| 2011 | How to Stop Being a Loser | Patch                                            |               |
| 2013 | Uwantme2killhim?          | Kelly                                            |               |
| 2014 | Luna                      | Freya                                            |               |
| 2018 | Tomorrow                  | Katie                                            |               |
| TBA  | 5lbs of Pressure          | Donna                                            |               |

### Televisión
| Año       | Título                                      | Papel            | Notas                           |
| --------- | ------------------------------------------- | ---------------- | ------------------------------- |
| 1997      | Chalk                                       | Niña conejo #2   | 1 episodio                      |
| 2000      | Down to Earth                               | Chrissie         | 1 episodio                      |
| 2001      | Holby City                                  | Sarah Newman     | 1 episodio                      |
| 2001      | Night and Day                               | Della Wells      | Papel principal                 |
| 2002      | Daddy's Girl                                | Emma Cooper      | Película de televisión          |
| 2003      | Danielle Cable: Eyewitness                  | Kerri            | Película de televisión          |
| 2003      | The Bill                                    | Kirsty Sullivan  | 1 episodio                      |
| 2004      | Rose and Maloney                            | Katie Phelan     | 1 episodio                      |
| 2004      | Doc Martin                                  | Melanie Gibson   | 1 episodio                      |
| 2004      | Wall of Silence                             | Tracy Broughton  | Película de televisión          |
| 2005      | Revelations                                 | Athena           | 1 episodio                      |
| 2005      | Empire                                      | Olivia Novia     | Miniserie                       |
| 2005      | Beneath the Skin                            | Zoe Haratounian  | Película de televisión          |
| 2006      | Brief Encounters                            | Jay              | 1 episodio                      |
| 2006      | Dracula                                     | Mina Murray      | Película de televisión          |
| 2007      | Agatha Christie's Marple                    | Hester Argyle    | Episodio: "Ordeal by Innocence" |
| 2011      | Atlantis: End of a World, Birth of a Legend | Pinaruti         | Película de televisión          |
| 2012      | Eternal Law                                 | Jude             | 2 episodios                     |
| 2012      | Whitechapel                                 | Georgie Fox      | 2 episodios                     |
| 2013-2015 | Defiance                                    | Irisa Nyira      | Papel principal                 |
| 2013      | The Bible                                   | Rahab            | 1 episodio                      |
| 2013      | Agatha Christie's Poirot                    | Hattie Stubs     | Episodio: "Dead Man's Folly"    |
| 2013      | By Any Means                                | Coleen Parker    | 1 episodio                      |
| 2015      | Midsomer Murders                            | Annabel Latimer  | 1 episodio                      |
| 2015      | Killing Jesus                               | Salomé           | Película de televisión          |
| 2016      | American Gothic                             | Sophie Hawthorne | Papel principal                 |
| 2016      | Killjoys                                    | Clara            | Papel invitado                  |
| 2017      | Snatch                                      | Chloe Koen       | Papel principal                 |
| 2020      | Van der Valk                                | Eva Meisner      | 1 episodio                      |
| 2020      | Endeavour                                   | Violetta Talenti | 3 episodios                     |
| 2021      | Feel Good                                   | Binky            | 1 episodio                      |
| 2023      | A Very Venice Romance                       | Amy              | Película de televisión          |

### Videojuegos
- Defiance (2013) como Irisa Nyira (voz)

### Audiolibro
- MirrorMask (2005) como Narradora, como Helena Campbell

## Teatro
- The Sugar Syndrome como Dani (2003)
- The House of Bernarda Alba como Adela (2010)
- Influence como Sally (2012)